# Jacques Brenner
Pour les articles homonymes, voir Brenner.
Jacques Brenner, nom de plume de Jacques Meynard-Brenner, né le 16 septembre 1922 à Saint-Dié (Vosges) et mort le 19 février 2001 à Paris 15e, est un écrivain français, auteur de romans et d'essais.

## Biographie
Fils de Georges Meynard, fonctionnaire de la poste, et de son épouse Marguerite, qui tenait la librairie La Civette, il déménagea en 1935 à Rouen (Seine-Maritime), où son père avait été promu chef du centre des chèques postaux. Il fit ses études secondaires dans cette ville au lycée Corneille, où il eut comme professeurs Paul Guth et Marcel Schneider, qui sera plus tard son mentor. Pendant les années d'Occupation, il poursuivit ses études de droit à l'université de Rouen.
En 1945, licencié en droit, Brenner devint critique littéraire pour le quotidien rouennais Paris Normandie, tout en publiant des articles dans diverses revues littéraires locales. Il fonda l’éphémère Seine et publia ses premiers textes dans Confluences. Les Éditions de Minuit publièrent sa première œuvre en 1948, une trilogie basée sur ses souvenirs de jeunesse, sous le titre Portes de la Vie (Tome I : « L’année commence au mois d’octobre », Tome II : « Les Bonnes mœurs », et Tome III : « Le Hasard fait bien les choses »).
À la même époque, il s'installa à Paris. Les Éditions Gallimard publièrent de lui La Minute Heureuse, un recueil d’instantanés poétiques aux prétentions limitées. Le jeune auteur rencontra parmi d'autres Eugène Ionesco, Boris Vian et Antonin Artaud. Se créant un cercle d'amis au sein de la génération littéraire d’après-guerre (Henri Thomas, Bernard Frank, Françoise Sagan), il fonda en 1953 sa propre revue littéraire, Les Cahiers des Saisons. Pendant quinze ans (1953-1968), il s’appliqua à y révéler de nouveaux talents, se forgeant une solide réputation de découvreur. Sa revue se développa également comme un concurrent de la NRF et comme un adversaire du nouveau roman.
Il fut successivement conseiller littéraire dans plusieurs maisons d'édition. Après Julliard et Albin Michel, il entra en 1968 chez Grasset, dont il devint l'un des piliers. Il y assurait principalement le service de réception et de première lecture des manuscrits. Chez ce même éditeur, il veilla à la publication des deux tomes du Journal de Matthieu Galey (1987 et 1989).
Il collabora à différents journaux et hebdomadaires et fut membre du jury de quelques prix littéraires, tels le prix Renaudot, le prix des Deux Magots ou le prix Jacques-Chardonne.
Lui-même reçut le grand prix de littérature de l'Académie française en 1995 pour l'ensemble de son œuvre.
Homosexuel, il consacra plusieurs de ses ouvrages à ce thème, L'Année commence en octobre et La Rentrée des classes sur les amitiés de collège, Les Lumières de Paris sur les dessous du monde littéraire de son temps, et tout au long de son Journal, où il évoque sincèrement sa vie privée.
Son œuvre maîtresse est sans nul doute son Journal qui, rédigé au cours d'un demi-siècle, compte plus de 4 000 pages manuscrites. Après diverses péripéties, les Éditions Fayard en ont publié, à partir de fin 2006, les différents tomes. Ils constituent un témoignage remarquable de la vie littéraire parisienne de la seconde moitié du XXe siècle, avec en plus la narration de la vie privée de l'auteur.
Son œuvre compte également plusieurs ouvrages de référence sur la littérature française du vingtième siècle (Histoire de la littérature française de 1940 à nos jours, Fayard, 1978 ; Tableau de la vie littéraire en France d'avant-guerre à nos jours, Luneau Ascot, 1982 ; Mon histoire de la littérature contemporaine, Grasset, 1987).

## Œuvres
- Les Portes de la vie : 
  - Tome I. L'année commence au mois d'octobre, Éditions de Minuit, 1948 ;
  - Tome II. Les Bonnes Mœurs ;
  - Tome III. Le hasard fait bien les choses.
- La Minute heureuse (poèmes), N.R.F., 1947, avec un portrait de l’auteur par Philippe Paumelle.
- Les Malheurs imaginaires, Éditions de Minuit, 1949.
- Daniel ou La Double Rupture (roman), Gallimard, 1953 ; réédition, Gallimard, coll. « Folio » no 2391, 1992.
- L'Atelier du photographe (roman), Julliard, 1955.
- Les Petites Filles de Courbelles (roman), 1955.
- La Tour Saint-André (roman), Julliard, 1960.
- Martin du Gard (essai), Gallimard, 1961.
- Les Lumières de Paris, Julliard, 1962.
- Mozart vivant (récit avec lettres de Mozart), Éditions du Sud, 1962.
- La Fête au village (chronique), Julliard, 1963.
- Trois Jeunes Tambours (roman contemporain), Julliard, 1965.
- Journal de la vie littéraire, Julliard, 1965-1966.
- Une femme d'aujourd'hui (roman), Albin Michel, 1966.
- La Race des seigneurs, petit supplément à l'essai de Thomas de Quincey, De l'assassinat considéré comme un des beaux-arts, Albin Michel, 1966.
- L'Inconnue de la Seine, Albin Michel, 1968.
- Les Critiques dramatiques, Flammarion, 1970.
- Plaidoyer pour les chiens, Julliard, 1972.
- L'Armoire aux poisons, roman, Grasset, 1976 - Prix Paul-Flat de l’Académie française.
- La Rentrée des classes (roman), Grasset, 1977.
- Histoire de la littérature française de 1940 à nos jours, Fayard, 1978 - Prix Narcisse-Michaut de l’Académie française 1979.
- Tableau de la vie littéraire en France d'avant-guerre à nos jours, Luneau Ascot, 1982 - Prix Gustave Le Métais-Larivière de l’Académie française.
- Mon histoire de la littérature contemporaine, Grasset, 1987.
- Les Familles littéraires françaises, Grasset, 1988.
- Voyages dans les littératures étrangères, Grasset, 1990 - Prix de la critique de l’Académie française.
- La Villa Sainte-Lucie suivie de L'Enlèvement, Grasset, 1992.
- Tchaïkovsky ou la nuit d'octobre, Éditions du Rocher, 1993.
- Le Flâneur indiscret, 1995.
- Le Neveu de Beethoven, Belfond, 1998.
- Journal, Paris, Fayard :
  - Tome I : Du côté de chez Gide, 2006 ;
  - Tome II : À Saint-Germain-des-Prés, 2007 ;
  - Tome III : Les Saisons et les Nuits, 2007 ;
  - Tome IV : Rue des Saints Pères, 2008 ;
  - Tome V : La Cuisine des prix, 2006.

## Filmographie
- Jacques Brenner est l'auteur du scénario et des dialogues de L'Inconnue de la Seine, téléfilm d'Olivier Ricard (1973), d'après son roman éponyme[4].